# Мильковский, Александр Степанович
Александр Степанович Мильковский (13 января 1873 — 15 ноября 1934) — российский военный деятель, генерал-майор.

## Биография
Родился 13 января 1873 года в семье коллежского асессора. Литовский татарин, мусульманин. Учился в Петрозаводской гимназии.
В июле 1891 года поступил на военную службу. В 1893 году окончил военно-училищные курсы Московского пехотного юнкерского училища. Выпущен во 2-ю батарею 5-го стрелкового артиллерийского дивизиона. В августе 1892 года получил чин подпоручика, а через четыре года – поручик. В 1900 году стал штабс-капитаном.
Участвовал в походе в Китай 1900—1901 годов, русско-японской и Первой мировой войнах. До июля 1915 года был командиром 5-го полевого тяжёлого артиллерийского дивизиона.
13 января 1915 года награждён орденом Святого Георгия IV класса. Последний чин и должность — полковник, командир 10-го отдельного тяжелого артиллерийского дивизиона. По состоянию на 10 июня 1917 года являлся командующим 1-й артиллерийской бригадой.
В Крымском краевом правительстве стал помощником военного министра М. А. Сулькевича, с возложением на него непосредственного руководства военным министерством.
Был участником Белого движения, помощником военного министра в Первом Крымском краевом правительстве М. А. Сулькевича, инспектором артиллерии Крымского корпуса Я. А. Слащёва. Дослужился до генерал-майора.
В 1920 году эмигрировал в ходе Крымской эвакуации Русской армии Врангеля, а в ноябре 1921 года вернулся вместе с генералом Я. А. Слащёвым и полковником Э. П. Гильбихом в Россию.
Зачислен в кадры РККА, состоял для особых поручений 1-го разряда инспекции артиллерии и бронесил РККА. Скончался 15 ноября 1934 года. Урна с прахом захоронена на Новом Донском кладбище.

## Награды
- Орден Св. Анны 4-й ст. (1906)
- Орден Св. Анны 3-й ст. с мечами и бантом (1906)
- Орден Св. Станислава 2-й ст. с мечами (1906)
- Орден Св. Анны 2-й ст. (25.03.1910)
- Орден Св. Георгия 4-й ст. (ВП 13.01.1915)
- Орден Св. Владимира 3-й ст. с мечами (ВП 13.01.1916)
- мечи к ордену св. Анны 2-й ст. (ПАФ 29.04.1917)
- Орден Св. Станислава 1-й ст. с мечами (ПАФ 18.09.1917).

## Примечание
1. ↑  Свод памятников истории, архитектуры и культуры крымских татар. — Симферополь–Белгород: «КОНСТАНТА», 2018. — С. 129-130. — 392 с. — ISBN 978-5-906952-68-4. Архивировано 31 марта 2022 года.
2. ↑  Кавтарадзе, Александр Георгиевич. Научное предисловие к изданию // Я. А. Слащёв-Крымский. Белый Крым 1920 г.. — М.: Наука, 1990. — С. 3-32.